# 墨西哥驻华大使馆
墨西哥驻华大使馆（西班牙語：Embajada de México en China）是墨西哥合众国在中华人民共和国设立的外交代表机构，位于北京使馆区朝阳区三里屯东五街5号。施雅德自2021年9月9日起任大使。